# Успенский, Лев Александрович
Лев Алекса́ндрович Успе́нский (19 мая 1928, Кинешма — 1 мая 2000, там же) — советский, российский художник, член Союза художников СССР (с 1980).

## Биография
С девятнадцати лет проходил военную службу на Балтике, где в свободное время с увлечением рисовал, принимал активное участие в выставках самодеятельных художников. В 1951 году старшина 2-й статьи Л.Успенский по рекомендации известного художника Н. Н. Жукова был зачислен в студию военно-морских художников, только что созданную по образцу студии им. М. Б. Грекова в Ленинграде. В 1952—1955 годы продолжил обучение в Доме народного творчества им. Н. К. Крупской (Москва).
В 1954 году, оставив службу на флоте, вернулся в Кинешму. Летом 1957 года с художником К.Васильевым совершил на лодке поездку по Волге. Начиная с 1959 года, выезжал на творческие дачи (Дом творчества имени Д. Н. Кардовского) в Переславле-Залесском; работал под руководством известных мастеров — А. А. Тутунова, И. В. Шевандроновой, В. Ф. Загонека, И. С. Сошникова, В. Р. Токарева, А. П. Белых.
С 1950-х годов участвовал в областных, зональных и республиканских выставках.

## Творчество
На Волге, среди знакомых с детства мест, осознал в себе призвание пейзажиста, своё представление о единстве земли, природы и человека. Пейзаж Поволжья стал для Л.Успенского своеобразной «академией», его творческой лабораторией поисков живописного и профессионального мастерства. Две работы — «Волга» и «Серое утро», представленные на 16-й областной художественной выставке 1957 года, — по своей завершённости и обилию деталей отразили процесс накопления, познания материала, стремление постичь сущность волжского пейзажа. В пейзаже «Над Волгой» (1958) решена задача создания монументального, эпического по замыслу, «портрета» великой русской реки.
Работы Л.Успенского хранятся в Кинешемском художественно-историческом музее («Над Волгой», 1958; «Волга», 1961; «Берёзка», 1962; «На стрелке», «Осень на Волге», 1963; «Ноябрь», 1982; «Вечер на Волге», 1987), Ивановском областном художественном музее («Заречье», 1978), Плёсском художественном музее («Кинешма. Порт», 1980-е), Ивановском государственном историко-краеведческом музее им. Д. Г. Бурылина («Успенская церковь»), Норильском художественном музее, в галерее «Геккозо» (Geckos) (Токио), в частных коллекциях; экспонировались на выставках русских художников в Японии (Токио, Саппоро), США (Лос-Анджелес, Вашингтон, Роквилл), ФРГ.

### Выставки
персональные
- 1978, 1988, 1990, 1997, 1998 — Кинешемский художественно-исторический музей
- 2003 — «Палитра лирики» (к 75-летию со дня рождения, Кинешемский художественно-исторический музей)
- 2007 — в культурном центре России при посольстве РФ в США (Вашингтон, США)
- 2008 — «Я жив, пока я с вами…» (из собрания Кинешемского художественно-исторического музея и частных коллекций)[1].

участие
- 1952 — выставка работ самодеятельных художников-матросов и старшин военно-морских сил СССР (Москва)
- 1954 — XIV областная выставка произведений художников (Иваново)
- 1961 — областная художественная выставка (Иваново)
- 1962 — выставка произведений кинешемских художников Л.Успенского, М.Уткина, С.Ковалёва (Иваново)
- 1964 — зональная выставка «В едином строю» (Москва)
- 1965 — областная художественная выставка (Иваново)
- 1974 — IV зональная выставка центральных областей России (Иваново)
- 1975, 1977, 1978 — «Современная советская живопись» (Токио)
- 1977 — областная художественная выставка (Иваново)
- 1985 — VI зональная выставка «Художники Нечерноземья» (Кострома)
- 1988 — выставка «Облик города» (Кинешма, ККГ)
- 1990 — VII региональная выставка художников центральных областей России (Владимир)
- 1991, 1995 — «Кинешемские художники» (Иваново)
- 2009 — совместная выставка русских художников (Роквилл, США)